# Tanandava (Sava)
Tanandava is een plaats en commune in het noorden van Madagaskar, behorend tot het district Andapa dat gelegen is in de regio Sava. Tijdens een volkstelling in 2001 telde de plaats 6.152 inwoners.
De plaats biedt alleen lager onderwijs aan. 98% van de bevolking werkt er als landbouwer. De belangrijkste landbouwproducten zijn rijst en vanille, andere belangrijke producten zijn koffie en bonen. Verder is 2% actief in de dienstensector.